# M24 SWS
M24 SWS (Sniper Weapon System) és el nom donat per l'Exèrcit dels Estats Units al fusell de precisió Remington 700 el 1988, quan el va adoptar (amb modificacions) com a fusell estàndard per franctiradors.
El Cos de Marines dels Estats Units utilitza una altra variant del Remington 700, que van denominar M40. La principal diferència amb el fusell usat pels marines és que l'M24 de l'Exèrcit té un forrellat modificat per disparar cartutxos més potents que els disparats per l'M40.
L'M24 és considerat un "sistema d'armes", ja que no només està compost pel fusell, sinó també per altres components com la mira telescòpica. Aquesta arma també és utilitzada per les Forces de Defensa Israelianes.

## Reemplaçament
Es té previst reemplaçar el sistema d'armes M40 amb el nou sistema M110 Semi-Automatic Sniper System, mitjançant un contracte amb l'empresa nord-americana Knight's Armament Company. No obstant això, els plans existents de l'exèrcit nord-americà tenen previst comprar sistemes M40 al fabricant Remington, com a mínim fins al febrer del 2010.

## Operadors
- Argentina
- Xile
- Colòmbia
- Croàcia
- Geòrgia
- El Salvador
- Estats Units
- Hongria
- Iraq
- Israel
- Japó[1]
- Líban[2]
- Mèxic
- Regne Unit
- Xina
- Veneçuela

## Imatges

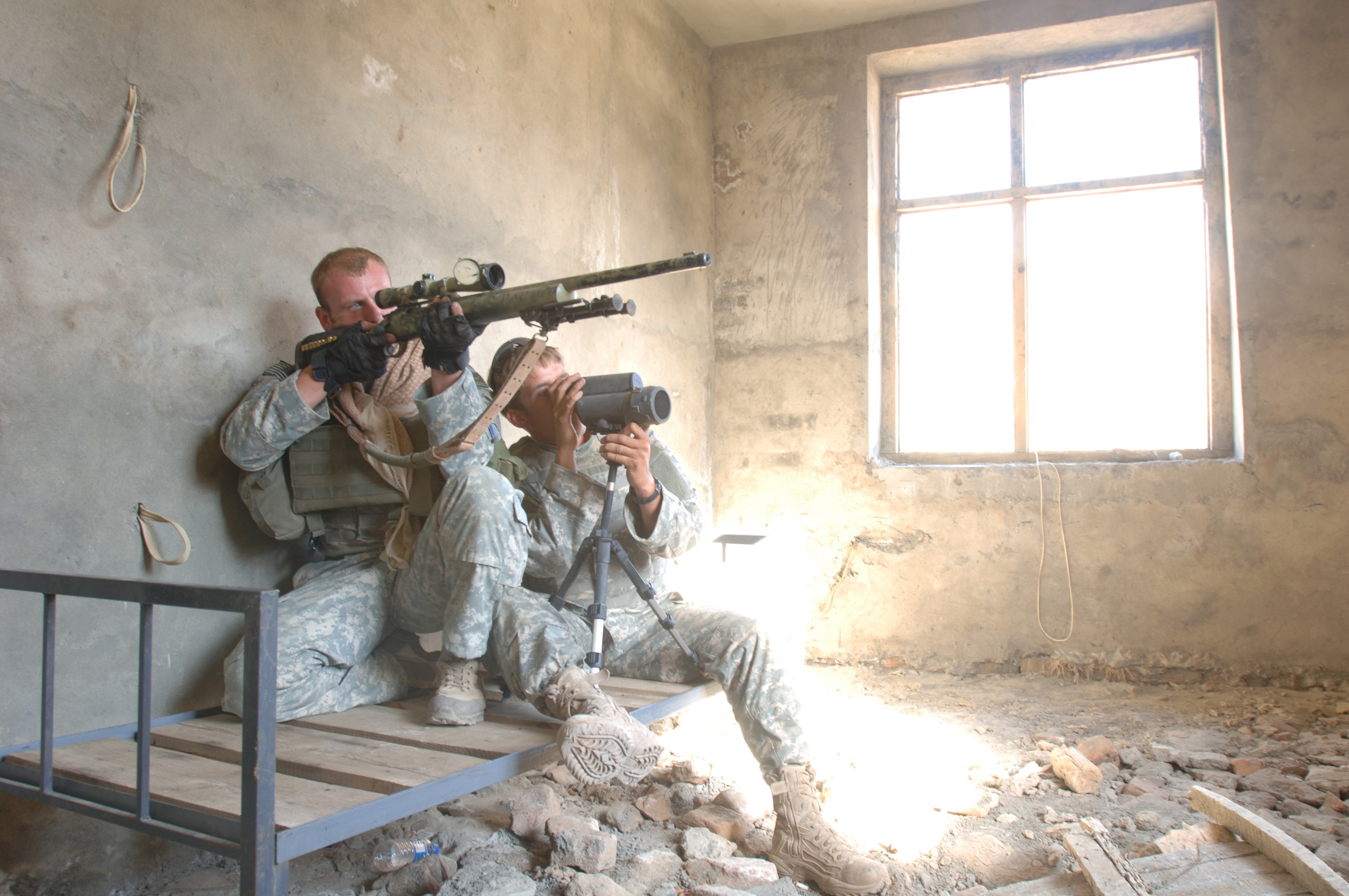
Un equip de franctiradors de l'Exèrcit dels Estats Units prop de Dur Bava, Afganistan, 19 d'octubre de 2006.
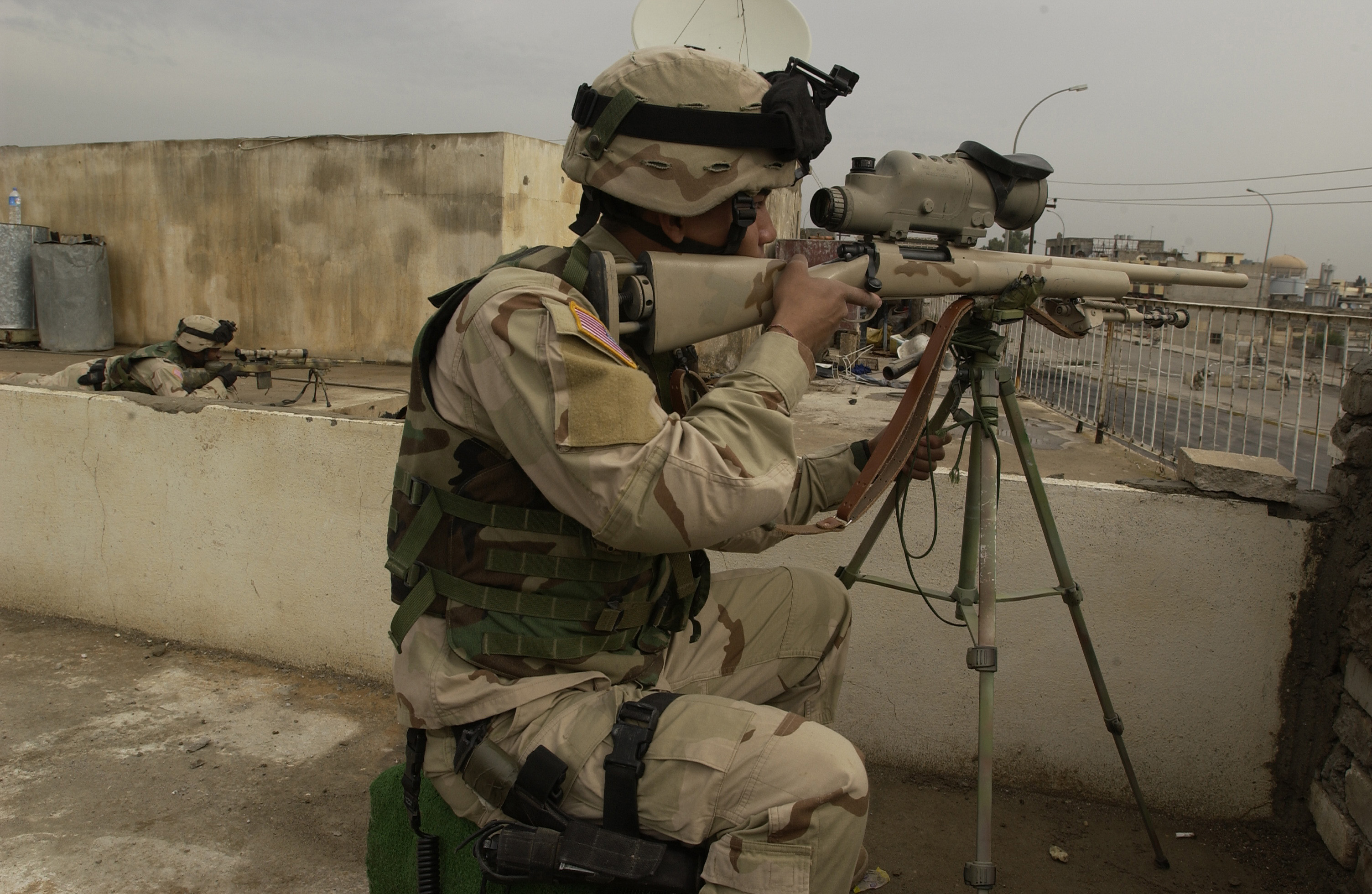
Franctiradors de l'Exèrcit dels Estats Units vigilant per protegir d'activitat enemiga una comissaria de la policia iraquiana situada a Mossul, Iraq.